# Paracentrobia fusca
Paracentrobia fusca är en stekelart som beskrevs av Lin 1994. Paracentrobia fusca ingår i släktet Paracentrobia och familjen hårstrimsteklar. Inga underarter finns listade i Catalogue of Life.